# Мак-Кінлі (гора)
Мак-Кі́нлі (англ. McKinley або Дена́лі (англ. Denali)) — двоголова гора на Алясці, найвища гора Північної Америки. Висота — близько 6190 м над рівнем моря[⇨]. Перевищення — 6140 м (3-тя вершина у світі за відносною висотою). Розташована в Аляскинському хребті, у центрі національного парку Деналі. Входить до переліку альпіністського проєкту «Сім вершин». На честь гори названо астероїд 6194 Деналі.

## Назви
Деналі (англ. Denali) — назва корінного населення, індіанців-атапаски, що означає «Великий». У офіційних документах почали її використовувати з 1980 року, коли Конгрес США змінив назву навколишнього парку на місцеву назву — Деналі. Однак, зміна назви вершини тривалий час блокувалася конгресменами від штату Огайо (батьківщини президента Вільяма Мак-Кінлі). 28 серпня 2015 року за наказом міністра внутрішніх справ США Саллі Джуелл вершину в діловодстві теж називають мовою місцевого населення — Деналі. Тоді ж, 31 серпня 2015 р., президент США Барак Обама оголосив про повернення найвищій у Північній Америці горі Маккінлі її колишньої назви, поширеної серед корінних народів Аляски. Це рішення було відразу ж опротестоване членами Конгресу від Огайо.
Маккінлі, або Мак-Кінлі (англ. McKinley) — названа золотошукачем у 1896 році, на знак політичної підтримки тодішнього кандидата в президенти Вільяма Мак-Кінлі, який став президентом наступного року. Сполучені Штати офіційно визнали назву гори Мак-Кінлі після того, як 26 лютого 1917 року президент Вільсон підписав Закон про національний парк Маунт-Мак-Кінлі. 20 січня 2025 року, негайно після інавгурації, Дональд Трамп підписав указ, який вимагає від міністра внутрішніх справ протягом 30 днів повернути горі назву Маккінлі.
Велика Гора (рос. Большая Гора) — назва вершини в період російської колонізації Аляски та до 1915 року. Із 1799 до 1867 року (до того як Аляску продали США), гора була найвищою точкою Російської імперії.

## Висота

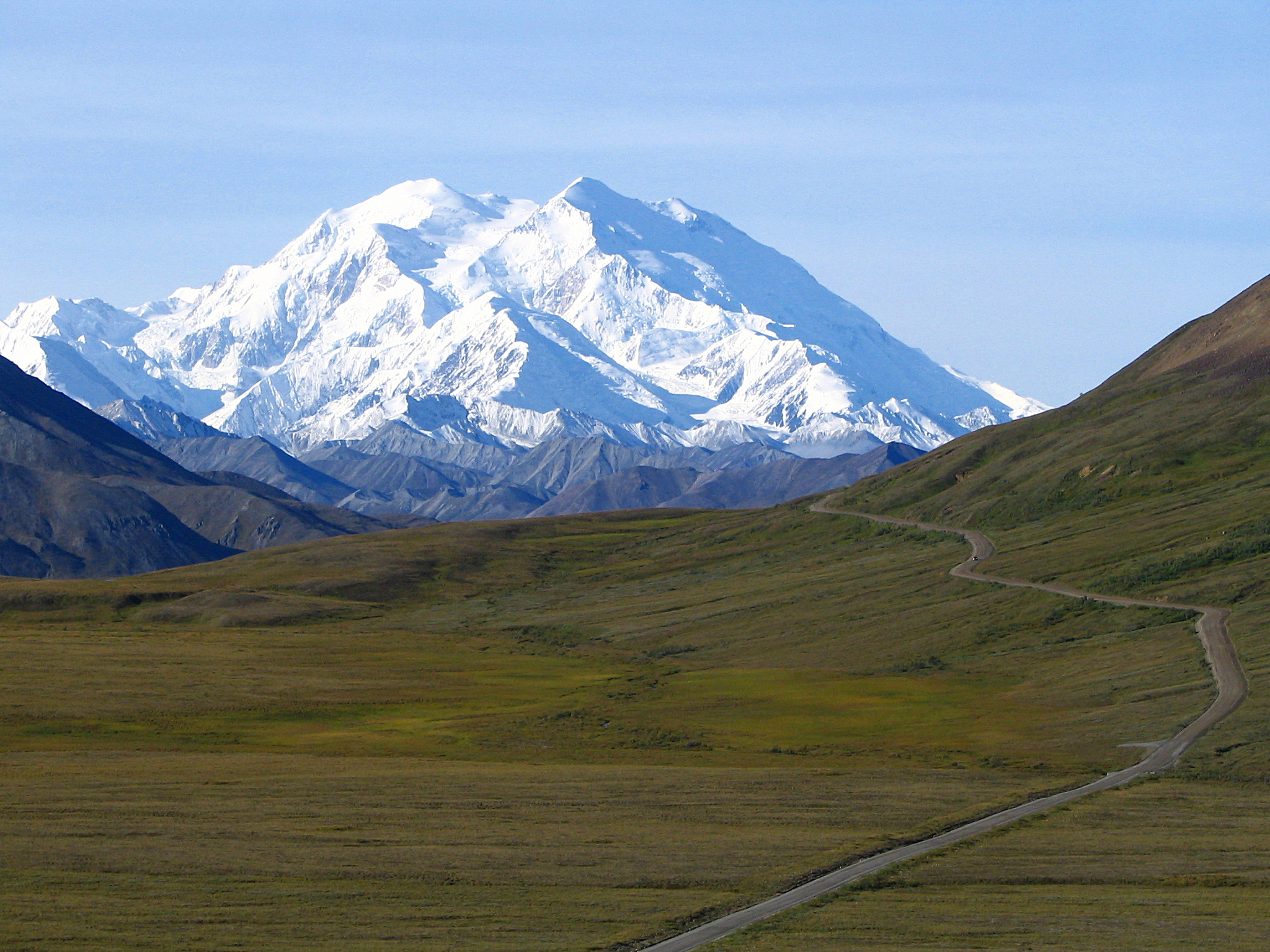
Вид на Деналі з однойменного національного парку

Висота вершини, за попередніми вимірюваннями, становила 6194 м, після додаткового обстеження 2013 року висота вершини встановлена на рівні 6168 м (за даними USGS). За останніми даними (вересень 2015 року) висота вершини становить 20 310 футів (6190,49 м).

## Історія підкорення

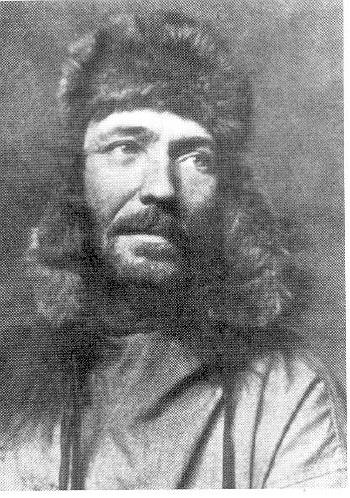
Гадсон Стак (1913 рік)

1906 року Фредерік Кук заявив, що йому вдалося досягти вершини гори в парі з провідником Едвардом Баррилом. Незабаром після звинувачень Пірі щодо першості в досягненні Північного полюса (1909) Кука також звинуватили у фальсифікації матеріалів про підкорення Маккінлі (головним чином тут постаралися друзі Пірі). Головною підставою була заява Баррі й надання фальшивих фотографій. Деякі сучасні альпіністи доводять, що Кук не був на вершині Маккінлі, проте інші (Вашберн, Дмитро Шпаро) доводять зворотне. Першими достеменно підкорили Маккінлі 7 червня 1913 року американські альпіністи під проводом англійського місіонера Гадсона Стака (на фото).
1932 року під час підйому на гору загинули два учасники експедиції, які стали першими жертвами на Маккінлі.
2002 року здійснено сходження російських альпіністів на Маккінлі під керівництвом Матвія Шпаро. Його унікальність полягає в тому, що серед 11 альпіністів (Шпаро М., Бонар О., Афанасьєв В., Богатирьов Максим Володимирович, Губа А., Агафонов А., Гвоздьов С., Смолін Б., Соболєв А.) було два інваліди у візках, поставлених на лижі (Ігор Ушаков з міста Курськ і Георгій Царьков з міста Кумертау).
13 червня 2014 року каталонець Кіліан Джорнет Бургада встановив рекорд швидкісного сходження на вершину за маршрутом Rescue Gully: 11 годин 40 хвилин.
Денис Угрин і Оксана Літинська стали першим українським подружжям, що вийшло на вершину гори
14 червня 2017 року Деналі підкорила Тетяна Яловчак — перша українка, член всесвітнього неформального альпіністського «Клубу семи вершин» (13 грудня 2017 року).